# La Ribera
La Ribera (oficialmente La Ribera/Ribera de Arriba) és un conceyu del Principat d'Astúries el nom del qual prové del fet d'estar situat en la seva major part a la ribera del riu Nalón que hi forma una extensa vall. Limita al nord i a l'est amb el concejo d'Oviedo. Al sud amb Mieres i Morcín i a l'oest amb Santo Adriano. La seva extensió no és molt gran, 22 km², i la capital, (Soto Ribera), i Soto Rei són els principals nuclis.
Cal destacar les bones comunicacions que té tot el concejo de la Ribera, tant per carretera com per ferrocarril, travessant el concejo l'A-66, les nacionals N-630 i N-634 i diverses comarcals com les AS-322. De la mateixa manera, Ribera posseïx una bona xarxa ferroviària, amb les línies FEVE i RENFE.

## Geografia
El sòl del territori és devonià amb varietat de areniques, pissarroses, margoses i calcàries. L'arenisca es presenta en dues formes, vermella i grisa o marró. La vermella es presenta en bancs gruixuts o fins barrejats amb alguna pissarreta. L'arenisca grisa és de gran utilitat per a pedra de construcció. A la zona existeixen jaciments de ferro i pedreres calcàries que s'exploten o es van explotar a El Caleyu, Les Segaes i Soto Rei.

### Relleu
La seva topografia està condicionada per la presència del riu Nalón, que segueix una orientació est-oest formant una gran vall. Dels seus accidents muntanyencs cal dir que el concejo es troba envoltat per diverses forests encara que no de molta elevació. En la part septentrional del territori destaquem les forests de La Peña Avis amb 405 metres i la penya Arnea amb 445 metres. Pel sud les altures són una mica més elevades, destacant la Serra de Peñerudes amb unes elevacions per sobre de 600 metres, i la Serra de l'Argame en l'extrem occidental. Per la zona limítrofa amb Mieres i Morcín tenim el Picu'l Gatu i el Mandarrón que amb els seus 648 metres és la seva cota més alta.

### Hidrografia
De la seva xarxa hidrogràfica cal esmentar el protagonisme que el riu Nalón té a concejo, formant una plana al·luvial des de Vegavalencia fins al límit del concejo a Fuso. Prop de Soto Ribera el Nalón rep les aigües del riu Caudal que flueix pel concejo en el seu tram final. A la parròquia del Palombar, rep les aigües del rierol de Barrea, que actualment forma l'embassament d'Alfilorios que subministra l'aigua al conceyu d'Oviedo. Gràcies a les petites forests que envolten el concejo, el seu clima és molt més dolç que els concejos veïns, al formar les forests una barrera natural que impedeix en moltes ocasions el pas dels vents. La seva vegetació està composta sobretot per roure, freixe, castany, avellaner i vern.

## Capital
La Ribera té com capital a Soto Ribera que és el seu nucli més poblat. Està situat en la ribera del riu Nalón, que rep les aigües del Caudal en el seu territori. Localitzat en la zona central de la Regió, és un dels llocs millor comunicat del Principat, tant per ferrocarril com per carretera. En 1962 va tenir lloc un esdeveniment que va canviar la vida de tot el concejo, que fou la instal·lació de la tèrmica que va repercutir en gran manera, tant poblacional com econòmicament.

## Història
Donada la fertilitat i les condicions d'habitabilitat que presentaven les terres del concejo, no és d'estranyar que des de temps prehistòrics el concejo estigués permanentment poblat. D'aquesta manera van ser trobats diversos vestigis històrics del Paleolític com els trobats prop de Sardíno, o els jaciments de les coves del Requexu en Ferreros on es van trobar materials de l'època magdalenià, o els de la cova d'Entrecueves, on van aparèixer signes de pintures similars a uns altres com els de Buxu.
S'han trobat també vestigis d'assentaments castrenses, encara que no s'ha pogut precisar que època corresponen al no haver estat excavats fins al moment. Aquests castros van ser localitzats a La Corona, prop de Picu Llanza, a El Picu Castiello, a El Picu Els Pedreres, i en El Cueto prop de Sardín.
Les primeres notícies documentades del concejo apareixen allà pel 857, quan Ordoni I d'Astúries cedeix al bisbat d'Oviedo el temple de San Pedro de Ferreros així com terrens del Palomar, Pereda i Vegalencia. Posteriors donacions atorguen la pràctica totalitat del territori a poder eclesiàstic. Dintre de les donacions efectuades assenyalarem l'efectuada per la reina Urraca el 1112 com agraïment per l'ajuda prestada pel Bisbe Pelai en la seva lluita contra el seu marit Alfons el Batallador. La donació comprenia un extens territori que arribava fins a Sopeña volta de Caces. Aquesta donació va ser la base que va prendre l'església per a la seva potestat sobre el concejo fins al segle xvi, que va perdre tals drets.
Els terrenys de La Ribera sempre van ser molt valorats per institucions i la noblesa d'Oviedo. El poder de la mitra va ser abusiu durant bastant temps, fent cobrar en 1214, sota ordre del bisbe Juan un impost per l'abusi i gaudi de la terra de Tellego. Durant la dependència del Bisbat, aquest traslladava el poder de la zona a diversos nobles i tinents que tenien el poder administratiu del concejo. Un dels més destacats fou Gutierre González de Quirós.
Ja el 1537, Oviedo va enviar una sèrie de diputats per al reconeixement del territori de La Ribera amb la finalitat de comprar-se'l a la mitra per a annexionar-lo al seu territori. Aquesta operació no va arribar a quallar mai, sent ja en 1579, gràcies a la desamortització portada a terme pel rei Felip II quan les gents de Ribera van comprar tots els terrenys del concejo, formant municipi independent. El concejo va quedar organitzat en quatre zones o divisions de gran importància a l'hora de triar els càrrecs municipals. Aquestes divisions eren les següents: El Palbomar; Güeñu i Ferreros; Soto; I finalment, Teyego, Fresneo i Sardín. Cada 1 de març, es reunien a La Barquera a la vora del Nalón i procedien a l'elecció dels càrrecs. Els jutges eren escollits per una sola divisió que corresponia per torn, directament i amb la majoria de vots.
El segle xix va portar aconseguir la construcció del primer pont de pedra sobre el riu Caudal, millorant les comunicacions entre les ribes del riu, efectuades fins a aquest moment amb barca. La guerra de la Independència contra la invasió francesa té com fet més destacat l'aixecament popular contra les tropes invasores, provocant una marxa en manifestació fins a Oviedo per a demanar a l'audiència el suport de la insurrecció. De les guerres carlines, el concejo va ser testimoni en 1836 de la derrota de les partides governamentals comandades pel general Pardiñas, a les mans del batalló de Gómez, sota ordres del Brigadier Bóveda.
Ja durant el segle xx, el primer esdeveniment important del concejo va ser la guerra civil espanyola, quedant Ribera en el bàndol republicà, fins a la derrota d'aquest en 1937. Passada la difícil postguerra, el concejo va ser a poc a poc recuperant-se de tanta contesa i adaptant-se a la modernitat, sent avui un dels llocs millor comunicats del Principat d'Astúries.

## Evolució demogràfica
Dintre de l'evolució de la població en el concejo, podem dividir aquesta en tres etapes. Una primera comprèn des de principis del segle xx fins a la seva meitat, on la població es manté pràcticament invariable. Una segona etapa seria de dues dècades de creixement, especialment la dels 60 en la qual gràcies a la inauguració de la tèrmica de Soto es va produir un augment considerable de la població. I una última etapa en el qual el descens de la població s'accentua i correspon als anys setanta i vuitanta. En els 90 aquesta situació sembla estabilitzar-se encara que l'estructura demogràfica ens mostra clars signes d'envelliment en la població.
Dintre de l'activitat econòmica cal comentar que la indústria és l'eix principal en el concejo generant un total del 60,44% de les ocupacions municipals. Dues són les indústries bàsiques en el concejo: una és la Mantequería d'Àries que està localitzada a Vegalencia i és una de les més antigues dintre del sector làctic en el Principat. I l'altra és la tèrmica de Soto, inaugurada en 1962 i ampliada posteriorment en 1967 i 1984. Aquesta indústria va canviar en el seu moment la vida del concejo. El sector primari tot just té repercussió en el concejo, emprant a un total del 9,66% de la població activa.
La ramaderia ha anat reduint la seva presència amb el pas dels anys, quedant actualment un total de 645 caps de bestiar boví orientada en la seva majoria en la producció de llet. El cultiu del terreny també és de mínima proporció i la pesca que havia en els seus rius, especialment en la unió del Caudal i del Nalón ha desaparegut per la brutícia de les seves aigües. Respecte al sector terciari dels serveis, cal dir que igual que el primari la seva incidència en el concejo és també mínima, per culpa en aquest cas de la seva proximitat amb Oviedo que li absorbeix molt dels serveis.

## Divisió parroquial
El concejo de La Ribera es divideix en 5 parròquies:
- Ferreros
- Palombar
- Perera
- Soto Ribera
- Teyego